# Dibriwne (obwód czernihowski)
Dibriwne (ukr. Дібрівне) – wieś na Ukrainie, w obwodzie czernihowskim, w rejonie czernihowskim, w hromadzie Horodnia. W 2001 liczyła 708 mieszkańców, spośród których 692 wskazało jako ojczysty język ukraiński, 14 rosyjski, a 2 białoruski.